# Ruder-Europameisterschaften 1922
Die Ruder-Europameisterschaften 1922 fanden im Hafen der spanischen Stadt Barcelona statt.

## Ergebnisse
| Bootsklasse           | Gold                                                                                           | Silber | Bronze |
| --------------------- | ---------------------------------------------------------------------------------------------- | --- | --- |
| Einer                 | Rudolf Bosshard                                                                                | Félix Taymans | Marc Detton |
| Doppelzweier          | Schweiz Hans Schöchlin Karl Schöchlin                                                          | Italien Erminio Dones Lorenzo Salvini | Belgien Lucien Brouha Jules George |
| Zweier mit Steuermann | Schweiz Édouard Candeveau Alfred Felber Émile Lachapelle (Steuermann)                          | Italien Vincenzo Fabiano Francesco Fabiano Gino Bettini (Steuermann) | Frankreich |
| Vierer mit Steuermann | Frankreich Charles Schlewer Metzelaire Lehmann Kirmann unbekannt (Steuermann)                  | Schweiz Franz Siegenthaler Charles Barrelet Alois Reinhard Otto Bühlmann Werner Strebel (Steuermann)                                                                        | Belgien Emile Guillaume Paul Fremineur Fernand van den Heule Désiré Strohl unbekannt (Steuermann)                                                          |
| Achter                | Frankreich Dodille Lumpp Marchal Masson Rochet Poulier Bertheaux Giraud unbekannt (Steuermann) | Italien Luigi Miller Carlo Toniatti Francesco Cattalinich Simeone Sofonia Simeone Cattalinich Alfredo Toniatti Antonio Cattalinich Bruno Sorich Latino Galasso (Steuermann) | Ungarn H. István Keresztes László Józsa Zoltán Török Lajos Wick Kálmán Jesze István Szendeffy Sándor Hautzinger Ferenc Kirchknopf Károly Koch (Steuermann) |

## Medaillenspiegel
| Platz  | Land       | Gold | Silber | Bronze | Gesamt |
| ------ | ---------- | ---- | ------ | ------ | ------ |
| 1      | Schweiz    | 3    | 1      | –      | 4      |
| 2      | Frankreich | 2    | –      | 2      | 4      |
| 3      | Italien    | –    | 3      | –      | 3      |
| 4      | Belgien    | –    | 1      | 2      | 3      |
| 5      | Ungarn     | –    | –      | 1      | 1      |
| Gesamt | Gesamt     | 5    | 5      | 5      | 15     |